# أنيتا شابيرا
أنيتا شابيرا (بالعبرية: אניטה שפירא‏) (ولدت في عام 1940) هي مؤرخة إسرائيلية.
أسست مركز يتسحاق رابين، وكانت أستاذة متفرغة في التاريخ اليهودي في جامعة تل أبيب، ورئيسة سابقة لمعهد وايزمان لدراسة الصهيونية في جامعة تل أبيب.
حصلت في عام 2008 على جائزة إسرائيل في التاريخ اليهودي. 

## حياتها
ولدت شابيرا في وارسو في بولندا عام 1940، وهاجرت إلى فلسطين تحت الانتداب البريطاني عام 1947 ونشأت في تل أبيب. وعاشت عائلتها في شارع «يافنه» وكانت تتشارك المطبخ والحمام مع عائلات أخرى. لاحقاً انتقلوا إلى حي ياد إلياهو في تل أبيب.
درست التاريخ العام والتاريخ اليهودي في جامعة تل أبيب، وأكملت درجة الدكتوراه. في عام 1974 تحت إشراف البروفيسور دانيال كاربي. وتشير أطروحتها بعنوان «النضال من أجل العمل العبري 1929-1939»، إلى اهتمامها بتاريخ الحركة الصهيونية العمالية، والتي ستكون لاحقا محورًا مستمرًا لأبحاثها.
في عام 1985 عينت بروفيسورة في جامعة تل أبيب، وعملت في الفترة 1990-1995 عميدة لكلية العلوم الإنسانية. ومن عام 1995 حتى عام 2009، شغلت كرسي روبن ميرينفيلد لدراسة الصهيونية. ومن عام 2000 إلى عام 2012، كانت رئيسة معهد حاييم وايزمان لدراسة الصهيونية وإسرائيل في جامعة تل أبيب. ومن 2008 إلى 2013 كانت مديرة في المعهد الإسرائيلي للديمقراطية.
ومن عام 1985 إلى 1989، كانت عضوًا في لجنة التخطيط والموازنة التابعة لمجلس التعليم العالي في إسرائيل. وفي الفترة من 1987 إلى 1990 كانت رئيسة مجلس إدارة دار النشر عام عوفيد. ومنذ عام 1988، كانت عضوًا في مجلس إدارة معهد زلمان شازار. وفي 2002-2008، كانت رئيسة المؤسسة التذكارية للثقافة اليهودية. وأسست مركز إسحاق رابين للدراسات الإسرائيلية وكانت أول مديرة له في 1996-1999.
وهي عضوة في هيئة تحرير مجلة «النقد اليهودي للكتب»، وكذلك محررة أكاديمية مشاركة مع البروفيسور ستيفن ج. زيبرشتاين لسسلة السير الذاتية المعنونة باسم «حيوات اليهود» التي نشرتها مطبعة جامعة ييل، وكذلك محررة أكاديمية مشاركة مع البروفيسور ديريك جي بينسلار في «مجلة التاريخ الإسرائيلي».

## أبحاثها
يركز بحث شابيرا على التاريخ السياسي والثقافي والاجتماعي والفكري والعسكري للجالية اليهودية في فلسطين (الييشوف) وإسرائيل.
وفي كتابها الأخير المعنون «بن غوريون: أبو إسرائيل الحديثة»، تسعى جاهدة للوصول إلى جوهر الرجل المعقد الذي سيصبح وجه الأمة اليهودية الجديدة. وتروي شابيرا قصة بن غوريون من جديد، مع التركيز بشكل خاص على فترة ما بعد عام 1948، خلال السنوات الأولى من قيام الدولة. إنها تقدم رؤى رائعة ومبتكرة عن الصفات الشخصية لبن غوريون وتلك التي حددت قيادته السياسية.
صدر كتابها الأول بناءً على أطروحتها للدكتوراه (الكفاح العبثي: العمل العبري 1929-1939)، يتناول التاريخ الاجتماعي والسياسي للييشوف في عشرينيات وثلاثينيات القرن الماضي، بما في ذلك الخلافات حول السياسة تجاه السكان العرب والصراعات بين اليسار واليمين على وسائل تحقيق الأهداف الصهيونية.
لاقى كتابها الثاني «بيرل: سيرة الاشتراكي الصهيوني بيرل كاتسنلسون 1887-1944»، استحسانًا واسعًا من قبل الجمهور العام وكذلك في الأوساط الأكاديمية، ونُشر بالعبرية في ثماني طبعات. ويركز هذا الكتاب على شخصية رئيسية في الحركة الصهيونية العمالية، ويصور تاريخ ومجتمع وثقافة اليشوف من موجة الهجرة اليهودية الثانية المعروفة باسم «عاليا الثانية» إلى نهاية الحرب العالمية الثانية.
وأثناء العمل على سيرة إيغال ألون، أصبحت شابيرا مهتمًا بدور القوة العسكرية في الحركة الصهيونية، واستوحت تلك الفكرة في البداية من مقال كتبه مناحيم بيغن أثناء حرب لبنان عام 1982 حول «حرب الاختيار». نتج عن ذلك كتاب (الأرض والسلطة: الملجأ الصهيوني للقوة، 1881-1948). وفي سيرتها الذاتية لإيغال ألون بعنوان «إيغال ألون الابن الأصلي: سيرة ذاتية» تصور شابيرا في الواقع تطور جيل البلماح بأكمله في فلسطين، أول جيل من مواليد سابرا «وهي كلمة تطلق على اليهود المولودين في إسرائيل».
في هذه الفترة بدأت أيضا البحث في القضايا المرتبطة بالثقافة والذاكرة الجماعية، كما نجد في مقالاتها عن اللطرون والكاتب إس يزهار وقصته القصيرة بعنوان (خربة خزعة) "Hirbet Hize"، وكذلك مقالاتها عن مواقف المجتمع الإسرائيلي تجاه المحرقة والناجين منها.
وتسعى في كتابها «الكتاب المقدس والهوية الإسرائيلية» إلى شرح سبب تراجع مكانة الكتاب المقدس في الهوية الإسرائيلية.
وتمثل قضايا الهوية والثقافة والذاكرة محور مجموعتين من المقالات: «اليهود الجدد واليهود القدامى» و«اليهود والصهاينة وما بينهما».
تُرجمت العديد من كتبها إلى الإنجليزية والألمانية والبولندية والروسية والفرنسية.
من 2004-2005، تابعت بحثها من خلال زمالة في مركز كاتز للدراسات اليهودية المتقدمة.

## الأعمال المنشورة
- يوسف حاييم برينر: حياته - 2014.
- بن غوريون: أبو إسرائيل الحديثة - 2014
- إسرائيل: التاريخ - 2012.
- برينر: سيرة ذاتية - 2008
- إيجال ألون، الابن الأصلي: سيرة ذاتية - 2008
- الهوية الإسرائيلية تمر بمرحلة انتقالية - 2004
- المراجعة التاريخية الإسرائيلية: من اليسار إلى اليمين / تحرير أنيتا شابيرا وديريك بنسلار - 2003.
- الصهيونية والدين / محررين شموئيل الموج ويهودا راينهارز وأنيتا شابيرا. هانوفر: مطبعة جامعة برانديز بالاشتراك مع مركز زلمان شازار للتاريخ اليهودي، 1998.
- أوراق أساسية عن الصهيونية / تحرير يهودا راينهارز وأنيتا شابيرا. نيويورك: مطبعة جامعة نيويورك، 1996.
- الأرض والسلطة: الملجأ الصهيوني للقوة، 1881-1948 (دراسات في التاريخ اليهودي) / أنيتا شابيرا - 1992
- بيرل: سيرة الاشتراكي الصهيوني، بيرل كاتسنلسون، 1887-1944 / أنيتا شابيرا - 1984

## الجوائز
- في عام 1977، حصلت على جائزة من معهد بن تسفي عن كتابها (الكفاح العبثي).
- في عام 1992 منحتها دار نشر عام عوفيد جائزة بمناسبة الذكرى الخمسين لتأسيسها، وذلك عن كتاب «الأرض والسلطة».[9]
- في عام 2004، حصلت على جائزة زلمان شازار في التاريخ اليهودي، عن سيرة إيجال ألون.[10]
- في عام 2005، حصلت على جائزة هرتسل لتميزها في البحث الصهيوني من مدينة هرتسليا.
- في عام 2008، حصلت على جائزة إسرائيل في التاريخ اليهودي.[5] [6]
- في عام 2012، حصلت على جائزة الكتاب اليهودي القومي في فئة التاريخ عن كتابها «إسرائيل: التاريخ» [11]
- في عام 2014، حصل كتابها «إسرائيل: التاريخ» أيضًا على جائزة «عازرئيلي» Azrieli لأفضل كتاب في الدراسات الإسرائيلية باللغة الإنجليزية أو الفرنسية.

## روابط خارجية
- تامير يعلن الفائزين بجائزة إسرائيل للتاريخ
- أنيتا شابيرا وبنيامين إسحاق يفوزان بجائزة إسرائيل
- فشل "المؤرخين الجدد" الإسرائيليين في شرح الحرب والسلام "
- الصهيونية في عصر الثورة
- خربة حزّة: بين الذكر والنسيان
- يغئال ألون، الابن الأصلي سيرة ذاتية